# Strombus bubonius
Espèce
Strombus bubonius est un taxon considéré comme invalide par le WoRMS qui range cette espèce sous Thetystrombus latus.